# Skøde (ejendom)
 For alternative betydninger, se Skøde. (Se også artikler, som begynder med Skøde)
Et skøde er en ældre betegnelse for en købsaftale om en fast ejendom
. Termen skøde anvendes stadig, men nu også om den elektroniske registrering, der foregår ved Tinglysningsretten, der ligger i Hobro.
Et skøde skal indeholde blandt andet købers navn, sælgers navn, overgangssummen, pantehæftelse og lignende, men er ikke helt så udfyldende, som selve købsaftalen.
Ifølge Tinglysningslovens §16 defineres et skøde som et dokument, der overdrager ejendomsretten til en bestemt fast ejendom. Når et skøde skal tinglyses som adkomst, må der ikke være andre betingelser i dokumentet end købesummens berigtigelse, der skal ske indenfor en nærmere aftalt frist.
Sælger kan forbeholde sig retten til at ophæve handlen, hvis køber ikke betaler købesummen. I praksis udstedes der et betinget skøde i stedet for et endeligt skøde.
Det er ikke et krav, at der sker tinglysning i forbindelse med en overdragelse. Tingbogen er som udgangspunkt ikke andet end en database, der er offentlig tilgængeligt og kan sammenlignes med et register eller en telefonbog.
Når man alligevel vælger at tinglyse et skøde, er det fordi, der er knyttet visse retsvirkninger til skødets registrering i tingbogen.
Der er tinglysningsafgifter forbundet med at få tinglyst et skøde. I 2023 er denne faste afgift 1.850 kr.  Herudover skal der i forbindelse med tinglysning af et skøde betales en variabel afgift, der afhænger af, hvilken type handel, der er tale om.